# Deutsche Universität für Weiterbildung

Logo der DUW Berlin

Die Deutsche Universität für Weiterbildung (DUW) (engl.: Berlin University for Professional Studies) war eine im April 2008 gegründete und seitdem staatlich anerkannte private Hochschule mit Sitz in Berlin. Obwohl sie nicht das Promotionsrecht besaß, wurde ihr durch die zuständige Senatsbehörde die  Berechtigung zur Führung der Bezeichnung Universität zuerkannt. An ihrer Trägergesellschaft, der DUW Deutsche Universität für Weiterbildung GmbH, waren die Freie Universität Berlin und die Stuttgarter Klett-Gruppe/Deutsche Weiterbildungsgesellschaft mbH als Gründungsgesellschafter bis April 2013 je zur Hälfte beteiligt. Seit Mai 2013 gehört die DUW zur Steinbeis-Hochschule Berlin. Das Lehr- und Forschungsprofil der DUW ist auf den Bereich der akademischen Weiterbildung für Berufstätige ausgerichtet.

## Geschichte
Die Vorarbeiten für die Gründung der Deutschen Universität für Weiterbildung (DUW) wurden im Sommer 2006 aufgenommen. Im September 2006 präsentierten der Regierende Bürgermeister von Berlin, der Vorstandsvorsitzende der Ernst Klett AG und der Präsident der Freien Universität der Öffentlichkeit das Konzept der neuen Hochschule in einer gemeinsamen Pressekonferenz. Dabei wurden insbesondere der Charakter der Einrichtung als "Public Private Partnership" sowie die paritätische Anschubfinanzierung des Projekts durch die Freie Universität und die Stuttgarter Klett-Gruppe in Höhe von je € 5 Mio. hervorgehoben. Der Finanzierungsanteil der Klett-Gruppe sollte dabei durch Bareinlagen für die Aufnahme des Programmentwicklungs- und Studienbetriebs erfolgen, derjenige der Freien Universität durch die Einbringung eines Gebäudes mit geeigneter Infrastruktur. Das für den Hauptsitz der DUW an die Trägergesellschaft übereignete Gebäude in Berlin-Dahlem wurde bis zu diesem Zeitpunkt durch das Institut für Ethnologie der FU genutzt und nach dessen Umzug umfassend renoviert. 2012 veräußerte die DUW die Dahlemer Immobilie und bezog einen kleineren neuen Hauptsitz in Charlottenburg-Wilmersdorf. Wegen des anhaltenden relativen betriebswirtschaftlichen Misserfolgs beschlossen die beiden Gründungsgesellschafter im Mai 2013, ihre Anteile baldmöglichst für einen symbolischen Euro an die Steinbeis-Hochschule Berlin zu verkaufen. Die DUW ist seit diesem Zeitpunkt Mitglied des weltweit tätigen Steinbeis-Verbunds.

## Profil
Die Deutsche Universität für Weiterbildung (DUW) wurde als wissenschaftliche Hochschule mit Universitätsrang im April 2008 staatlich anerkannt und nahm den Studienbetrieb im Oktober 2009 auf. Sie war die erste private staatlich anerkannte Weiterbildungsuniversität in Deutschland. Darüber hinaus war sie Gründungspartner und akademische Mitgliedsinstitution der Carl Benz Academy (Beijing-Berlin-Los Angeles).
An der DUW wurde in vier Departments gelehrt und geforscht:
- Wirtschaft und Management
- Bildung
- Gesundheit
- Kommunikation

Die DUW richtete sich mit ihren angebotenen Masterstudiengängen und Zertifikatsprogrammen an Berufstätige mit einem akademischen Abschluss. Sowohl das berufsbegleitende Studienmodell als auch die Forschungstätigkeiten der DUW fußten auf einer engen Verzahnung von wissenschaftlicher Theoriebildung und Praxis. 
An der DUW waren zwei Forschungseinrichtungen angesiedelt: Das Forschungsinstitut für Compliance, Sicherheitswirtschaft und Unternehmenssicherheit (FORSI) unter der Leitung des Wirtschaftsrechtlers Rolf Stober und die Forschungsstelle für Weiterbildungsforschung und Bildungsmanagement (FWB) unter der Leitung der Wirtschaftswissenschaftlerin und Weiterbildungsforscherin Ada Pellert.

## Masterstudiengänge und Zertifikatsprogramme
Die an der DUW angebotenen Masterstudiengänge und Zertifikatsprogramme wurden für berufstätige Erwachsene konzipiert und beinhalteten das Selbststudium mittels Studienheften, Online-Einheiten und Präsenzphasen. Die Präsenzseminare fanden in Deutschland oder wahlweise im Ausland statt.  
Die DUW startete ihren Lehrbetrieb im Oktober 2009; dieser umfasste in den Departments Wirtschaft und Management, Bildung, Gesundheit, und Kommunikation berufsbegleitende Masterstudiengänge, fachspezifische Zertifikatsprogramme und fachübergreifende Zertifikatsprogramme.

## Studienmodell der DUW
Das flexible Blended-Learning-Studiensystem ermöglicht die Vereinbarkeit von Studium, Privatleben und Beruf. Die Studierenden können im eigenen Lerntempo und ortsungebunden ein Masterprogramm absolvieren. Das Fernstudium ist eine Kombination aus Selbststudium, Online-Lerneinheiten und Präsenzseminaren in Berlin sowie einer Exkursion im jeweiligen Praxisfeld in Deutschland oder wahlweise im Ausland.

## Präsidium, Geschäftsleitung und Aufsichtsrat
Gründungspräsidentin der DUW war Ada Pellert. Sie verantwortete Entwicklung und Umsetzung des berufsbegleitenden Studienmodells, die inhaltliche Gestaltung und Qualitätssicherung der einzelnen Masterstudiengänge und Weiterbildungsprogramme sowie die Weiterbildungsforschung der DUW. 
Seit den 1990er-Jahren ist Pellert als Expertin in der Weiterbildung von Hochschullehrenden, in der Beratung von Hochschuleinrichtungen sowie in der international vergleichenden Bildungs- und Hochschulforschung tätig. Zu ihren Spezialgebieten zählen darüber hinaus Organisations- und Personalentwicklung, Management und Leitung, Qualitätssicherung und -management, Diversity Management sowie Life Long Learning-Strategien. 
Von 2005 bis 2008 war Ada Pellert Professorin für Weiterbildungsforschung und Bildungsmanagement sowie Vizerektorin für Lehre, Weiterbildung und Strukturfragen der Universität für Weiterbildung Krems. Zuvor, von 1999 bis 2003, war sie Vizerektorin für Lehre, Personalentwicklung und Frauenförderung der Universität Graz. Von 1998 bis 2005 lehrte und forschte sie als außerordentliche Universitätsprofessorin an der Abteilung Hochschulforschung der Fakultät für Interdisziplinäre Forschung und Fortbildung der Universität Klagenfurt (IFF).
Gründungsgeschäftsführer der Trägergesellschaft und erster Kanzler der DUW war Udo Thelen. Seit 2014 ist Birgit Galley Geschäftsführerin der DUW-Trägergesellschaft. Neuer Kanzler ist Julian Bomert. 
Gründungsvorsitzender des Aufsichtsrats der DUW-Trägergesellschaft war Erich Thies, Staatssekretär a. D. und Generalsekretär der Kultusministerkonferenz. Weitere Mitglieder waren der Stuttgarter Verleger und Verlagsgeschäftsführer Albrecht Hauff (Thieme-Gruppe), der ehemalige Generalsekretär des Wissenschaftsrats, Wedig von Heyden, und der Personalmanager Axel Kersten (Deutsche Telekom AG). Die Gründungsmitglieder sind 2013 zeitgleich mit der Übernahme der DUW durch die Steinbeis-Hochschule aus dem Aufsichtsrat ausgeschieden. Die Positionen wurden bisher nicht nachbesetzt.